# Phương pháp làm lạnh Doppler
Phương pháp làm lạnh Doppler là một cơ chế được dùng để bẫy và làm lạnh nguyên tử hoặc ion. Phương pháp làm lạnh Doppler là một trong các phương pháp làm lạnh phổ biến bằng laser.
Phương pháp làm lạnh này đã được đưa ra bởi Theodor W. Hänsch và Arthur Leonard Schawlow ở Đại học Stanford năm 1975 và được thí nghiệm thành công bởi Steven Chu ở Phòng thí nghiệm AT&T Bell vào năm 1985.
Khi các nguyên tử hoặc ion đã được bẫy trong bẫy ion thì ta dùng các laser để chiếu photon theo nhiều chiều. Khi nguyên tử chuyển động ngược chiều với chiều chiếu photon, nguyên tử sẽ chuyển động chậm đi, vì thế nhiệt độ nguyên tử cũng giảm.

| 1   | Nguyên tử đứng yên sẽ thấy photon có bước sóng không phải đỏ hoặc xanh dương nên sẽ không hấp thụ photon.                                                                        |
| 2   | Nguyên tử chuyển động cùng chiều chiếu photon sẽ thấy photon có bước sóng của ánh sáng đỏ nên sẽ không hấp thụ.                                                                  |
| 3.1 | Nguyển tử chuyển động ngược chiều chiếu photon nên sẽ thấy photon có bước sóng của ánh sáng xanh dương nên sẽ hấp thụ photon, đồng thời làm giảm momen động lượng của nguyên tử. |
| 3.2 | Nguyên tử bị kích thích bởi photon sẽ chuyển sang trạng thái kích thích(có mức năng lượng cao hơn ban đầu).                                                                      |
| 3.3 | Nguyên tử giải phóng photon theo một chiều ngẫu nhiên. Và momen động lượng của nguyên tử sẽ giảm trong hầu hết các trường hợp.                                                   |

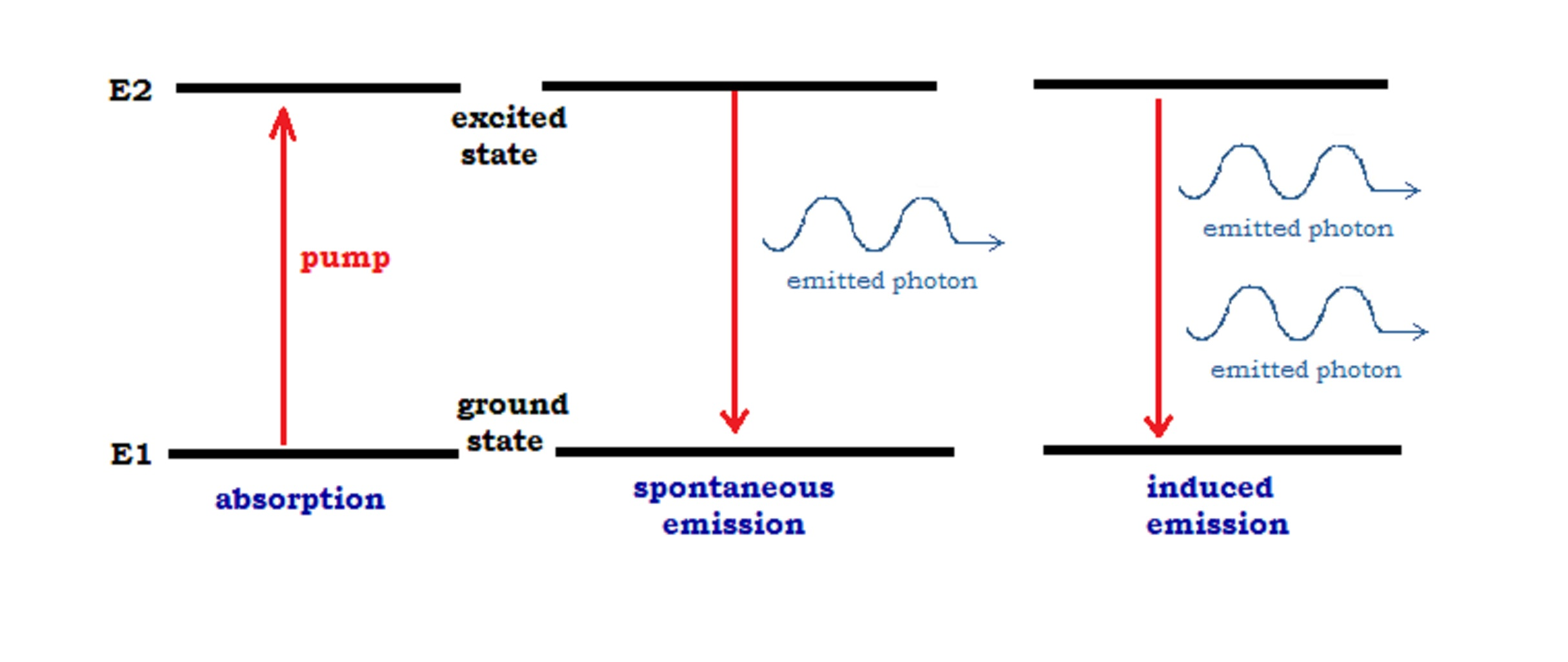

Mô tả nguyên lý làm lạnh bằng phương pháp Doppler:

Khi chiếu chùm photon có bước sóng nhất định về phía một nguyên tử đang chuyển động ngược chiều, do hiệu ứng Doppler nguyên tử sẽ thấy photon có bước sóng dịch chuyển xanh. Nếu bước sóng này phù hợp, nguyên tử có thể hấp thụ photon và chuyển sang trạng thái kích thích trong một khoảng thời gian ngắn. Khi hấp thụ photon, nguyên tử nhận cả momen động lượng của photon đó nên sẽ chuyển động chậm lại, vì chiều chuyển động của photon và nguyên tử ngược chiều nhau.
Do trạng thái kích thích không bền, nguyên tử sẽ giải phóng photon theo một hướng bất kỳ, đồng thời chuyển về mức năng lượng thấp hơn. Nếu photon phát ra theo hướng photon ban đầu thì nguyên tử càng mất momen động lượng. Còn nếu photon phát ra theo hướng ngược lại thì momen động lượng của nguyên tử tăng. Nhưng thường thì photon sẽ được phát ra theo nhiều hướng khác nên momen động lượng của nguyên tử vẫn giảm.
Sự thay đổi tốc độ của nguyên tử khi hấp thụ photon có thể tính theo công thức :
{\displaystyle {\frac {\Delta p}{p}}={\frac {p_{\text{photon}}}{mv}}={\frac {\Delta v}{v}}}
do đó 
{\displaystyle \Delta v={\frac {p_{\text{photon}}}{m}}}
Nếu nguyên tử chuyển động cùng chiều với chiều chiếu photon, theo hiệu ứng Doppler, nguyên tử sẽ thấy photon bị dịch chuyển đỏ, lệch khỏi bước sóng thích hợp và nguyên tử sẽ không thể hấp thụ photon.
Khi các nguyên tử được bẫy trong bẫy ion và được chiếu laser theo nhiều chiều với tần số thích hợp, các nguyên tử sẽ liên tục hấp thụ và giải phóng photon, vì thế momen động lượng của nguyên tử sẽ giảm dần gần về 0. Khi đó các nguyên tử đã được làm lạnh.
William D. Phillips đã đưa ra chứng minh và thí nghiệm việc sử dụng phương pháp làm lạnh Doppler để làm lạnh nguyên tử Na.
Nhiệt độ thấp nhất có thể đạt được bằng phương pháp làm lạnh Doppler được gọi là Nhiệt độ Doppler:
{\displaystyle T_{\text{recoil}}={\frac {E_{\text{recoil}}}{k_{B}}}={\frac {\hbar ^{2}k_{L}^{2}}{2mk_{B}}}}
với {\displaystyle k_{B}=1.38\cdot 10^{-23}J/K} là Hằng số Boltzmann
Phương pháp làm lạnh Doppler được rộng rãi trong phương pháp làm lạnh bằng laser, đặc biệt kết hợp với những phương pháp làm lạnh khác để tạo được hiệu suất làm lạnh tối ưu, làm lạnh vật thể lớn gần nhiệt độ 0 tuyệt đối.
Phương pháp làm lạnh Doppler được sử dụng để làm giảm nhiệt độ của các chất bán dẫn, làm tiền đề cho việc chế tạo những con chip có khả năng tự làm lạnh, kích thước nhỏ hơn hoặc thiết bị tiết kiệm năng lượng.
Phương pháp làm lạnh Doppler còn được sử dụng trong máy tính lượng tử
1. ↑  Laser(Doppler) cooling, from http://www.npl.co.uk/science-technology/time-frequency/optical-frequency-standards-and-metrology/research/laser-(doppler)-cooling
2. ↑  http://hyperphysics.phy-astr.gsu.edu/hbase/optmod/lascool.html
3. ↑  http://nobelprize.org/nobel_prizes/physics/laureates/1997/phillips-lecture.pdf Nobel lecture, p.201 Laser cooling
4. ↑  Massachusetts Institute of Technology (2007, April 8). Laser-cooling Brings Large Object Near Absolute Zero. ScienceDaily. Truy cập ngày 14 tháng 1 năm 2011, from http://www.sciencedaily.com/releases/2007/04/070406171036.htm
5. ↑  Laser cooling of a semiconductor by 40 kelvin - Jun Zhang, Dehui Li, Renjie Chen & Qihua Xiong, from http://www.nature.com/nature/journal/v493/n7433/full/nature11721.html

- Nobel Lecture by William D. Phillips, ngày 8 tháng 12 năm 1997: p.201. Laser cooling of automic beam
- Reinhold Blümel (2009). Foundations of Quantum Mechanics: From Photons to Quantum Computers (ấn bản thứ 1). Jones & Bartlett Publishers. ISBN 978-0763776282. https://books.google.com.vn/books?hl=vi&lr=&id=GOYtFsJN9dQC&oi=fnd&pg=PR9&dq=Foundations+of+Quantum+Mechanics:+From+Photons+to+Quantum+Computers&ots=tY7_RW34tq&sig=WCs2OsCAFm-iKPv02gDV7fA_lIg&redir_esc=y#v=onepage&q=Foundations%20of%20Quantum%20Mechanics%3A%20From%20Photons%20to%20Quantum%20Computers&f=false {{Chú thích sách}}: Liên kết ngoài trong |trích dẫn= (trợ giúp); Đã định rõ hơn một tham số trong |nhà xuất bản= và |publisher= (trợ giúp); Đã định rõ hơn một tham số trong |năm= và |year= (trợ giúp); Đã định rõ hơn một tham số trong |tác giả= và |author= (trợ giúp); Đã định rõ hơn một tham số trong |tựa đề= và |title= (trợ giúp)